# Nyeds distrikt
Nyeds distrikt är ett distrikt i Karlstads kommun och Värmlands län. Distriktet ligger omkring Molkom i mellersta Värmland.

## Tidigare administrativ tillhörighet
Distriktet inrättades 2016 och utgörs av Nyeds socken i Karlstads kommun.
Området motsvarar den omfattning Nyeds församling hade vid årsskiftet 1999/2000.

## Tätorter och småorter
I Nyeds distrikt finns en tätort och fem småorter.

### Tätorter
- Molkom

### Småorter
- Blombacka
- Fageråsen
- Lindfors
- Sutterhöjden
- Österängarna